# Cục Hàng không Hải quân Đế quốc Nhật Bản
Cục Hàng không Hải quân Đế quốc Nhật Bản (海軍航空本部 (Hải quân Hàng không Bổn bộ) Kaigun Kōkū Hombu) thuộc Bộ Hải quân Nhật Bản chịu trách nhiệm cho việc phát triển và đào tạo cho lực lượng Không lực Hải quân Đế quốc Nhật Bản. Năm 1941, nó được lãnh đạo bởi Phó Đô đốc Katagiri và được tổ chức như sau:
- Vụ tổng hợp
- Phòng tình báo không quân hải quân
- Phòng kỹ thuật sân bay đất liền
- Phòng Đào tạo - đảm bảo rằng nhân viên có trình độ được gửi đến Bộ Tư lệnh Huấn luyện Không quân Kết hợp tại Kasumigara.
- Phòng Kỹ thuật - Thiết kế máy bay và thiết bị mới va thêm trách nhiệm lưu trữ và sửa chữa máy bay tại các quân xưởng hàng không hải quân
  - Aomori
  - Koza
  - Hiro
  - Omura hoặc Sasebo
  - Kanoya
  - Kasumigara
  - Yokosuka

## Các trường và đơn vị đào tạo hải quân
Huấn luyện cho Không lực Hải quân Nhật được thực hiện dưới các đơn vị huấn luyện dưới quyền chỉ huy trực tiếp của Cục Hàng không Hải quân. Đơn vị đó có thể là không đoàn chiến đấu thực tế (Kōkūtai) hoặc một đơn vị đào tạo đàng hoàng. Đối với việc huấn luyện cho vận hành trên tàu sân bay, các tàu sân bay hạng nhẹ được sử dụng.
Các trường và đơn vị như vậy được đặt tên theo địa điểm thiết lập (thành phố, thị trấn hoặc Quân xưởng/Căn cứ), hoặc với tên của tàu sân bay nếu là đơn vị huấn luyên trên tàu sân bay. Một hệ thống đánh số cũng được sử dụng. Ví dụ: Không đoàn hải quân kết hợp số 12 đặt tại Kure bao gồm không đoàn huấn luyện Ōita, Usa, Hakata và Ōmura.
Đơn vị huấn luyện theo tên
- Oppama
- Chitose
- Genzan
- Tainan
- Tokushima
- Konoike
- Ōita
- Ōmura
- Tsukuba
- Yokosuka
- Hyakuri
- Kasumigaura
- Tsuikui
- Kuiko
- Kashima
- Shanghai
- Suzuka
- Tsuchiura
- Kaminoike

Tàu sân bay huấn luyện
- Hōshō
- Ryūhō

## Ngoài ra
- Cơ cấu tổ chức Không lực Hải quân Đế quốc Nhật